# Gemeinsame Stelle Programm, Werbung und Medienkompetenz
Die Gemeinsame Stelle Programm, Werbung und Medienkompetenz (kurz: GSPWM), war bis August 2008 als Einrichtung der Direktorenkonferenz der Landesmedienanstalten (DLM) seit ihrer Gründung am 21. Mai 2003 zuständig für die bundesweiten Zulassungsangelegenheiten im Fernsehbereich sowie die Aufsicht über Programm und Werbung überregional verbreiteter Rundfunk- und Telemedienangebote. Auch die Förderung der Medienkompetenz gehörte zu ihren Aufgaben. Vorsitzender der GSPWM war der Direktor der Landesanstalt für Medien Nordrhein-Westfalen (LfM), Norbert Schneider.

## Allgemeines
Die Aufgaben der Landesmedienanstalten und der Arbeitsgemeinschaft der Landesmedienanstalten sind in den „Grundsätzen für die Zusammenarbeit der Arbeitsgemeinschaft der Landesmedienanstalten in der Bundesrepublik Deutschland (ALM) – ALM-Statut“ vom 13. Januar 2004 verankert worden. Neben der Direktorenkonferenz der Landesmedienanstalten (DLM), der Gremienvorsitzendenkonferenz (GVK) und der Gesamtkonferenz (GK), welche für die Arbeitsgemeinschaft entscheiden, diente die GSPWM zur Wahrnehmung von gemeinsamen Aufgaben. Ferner gab es innerhalb der ALM auch noch die Gemeinsame Stelle Digitaler Zugang (GSDZ), dessen Vorsitz der Direktor der Medienanstalt-Berlin-Brandenburg, Hans Hege, innehatte. Seit September 2008 führt Hege die Arbeit der GSDZ als Beauftragter der ZAK für Plattformregulierung und Digitalen Zugang fort.

## Erlöschen der GSPWM
Zum 31. August 2008 hat die Gemeinsame Stelle Programm, Werbung und Medienkompetenz ihre Arbeit an die neu gegründete Kommission für Zulassung und Aufsicht (ZAK) der Landesmedienanstalten übergeben. Im Rahmen der ZAK wird der ehemalige Vorsitzende der GSPWM, Norbert Schneider, die Arbeit der Gemeinsamen Stelle als Beauftragter für Programm & Werbung fortführen. Anders als zuvor die GSPWM, kann die ZAK nicht nur Empfehlungen aussprechen, sondern sie fasst rechtsverbindliche Beschlüsse.
Die letzte Sitzung der GSPWM fand am 17. Juni 2008 statt.

## Aufgaben

### Zulassungen
Die Zulassung überregional verbreiteter Rundfunkprogramme, bzw. die Erteilung von medienrechtlichen Unbedenklichkeitsbescheinigungen, bildeten einen Schwerpunkt der Arbeit der Gemeinsamen Stelle. Insgesamt hat die GSPWM 231 Anträge (betreffend Zulassungen und medienrechtliche Unbedenklichkeitsbescheinigungen) bearbeitet.

### Programm
Eine der wichtigsten und wesentlichsten Aufgabenbereiche der GSPWM war der Bereich Programm. In Programmangelegenheiten war es Aufgabe der Gemeinsamen Stelle, für eine ländereinheitliche Praxis beim Umgang mit Verstößen gegen die Bestimmungen der Programmgrundsätze zu sorgen. In Programmfragen stand in letzter Zeit die Transparenz von Call-in-Gewinnspielen im
Mittelpunkt. Einen weiteren Schwerpunkt stellte die Aufsicht über esoterische Beratungssender und grenzüberschreitende Programme sowie religiöse Sendungen dar. In länderübergreifenden Angelegenheiten arbeitete die GSPWM eng mit anderen
europäischen Regulierungsbehörden zusammen, etwa der österreichischen KommAustria oder dem Schweizer BAKOM.
Des Weiteren gehörte die Beobachtung und Bewertung programmlicher Entwicklungen im privaten Rundfunk sowie die Planung und Beobachtungsauswertung privater TV-Programme zum Aufgabenbereich der GSPWM. Auch die Bearbeitung von Zuschauerbeschwerden bezüglich Programm- und Werbeverstößen gehörte zu den aufsichtlichen Tätigkeiten der Gemeinsamen Stelle.

### Werbung
Die GSPWM bearbeitete in diesem Sachgebiet gezielt Verstöße gegen die Werbe- und Sponsorregelungen des Rundfunkstaatsvertrages und richtete ihr Augenmerk auch auf eine ländereinheitliche Auslegungs- und Anwendungspraxis der Werbe- und Sponsorregelungen in Bezug auf diese rechtliche Grundlage. Im Verlauf ihrer fünfjährigen Tätigkeit befasste sie sich mit über 330 Einzelfällen. Die Durchführung von Analysen zu Schwerpunktthemen wie Schleichwerbung, Gewinnspielen, Begleitmaterialien und neuen Werbeformen standen kontinuierlich auf der Agenda der Gemeinsamen Stelle.

### Bürgermedien
Im Bereich der Bürgermedien befasste sich die Gemeinsame Stelle mit Organisation, Planung und Vorbereitung von Aktivitäten der Landesmedienanstalten in Bezug auf die Betreuung von offenen Kanälen, Campus-Rundfunk, nichtkommerziellen Hörfunkanbietern sowie von Ausbildungs- und Erprobungskanälen. Auch wurden Fördermaßnahmen erörtert und die länderübergreifende Zusammenarbeit der Landesmedienanstalten koordiniert.

### Medienkompetenz
In den Bereichen Medienkompetenz und Bürgermedien übernahm die GSPWM koordinierende Aufgaben, um die unterschiedlichen, insbesondere bundesweiten Aktivitäten der einzelnen Landesmedienanstalten einer breiten Öffentlichkeit bekannt zu machen. Ferner gehörte zu den Aufgaben dieses Arbeitsbereiches die Erarbeitung von Medienkompetenz-Projekten und Leitlinien für eine gemeinsame wissenschaftliche Forschung.